# (283329) 1997 RG8
(283329) 1997 RG8 là một tiểu hành tinh vành đai chính. Nó được phát hiện bởi Atsushi Sugie ở Dynic Astronomical Observatory Nhật Bản, ngày 11 tháng 9 năm 1997.